# Reggenza di Luwu
La reggenza di Luwu (in indonesiano: Kabupaten Luwu) è una reggenza dell'Indonesia, situata nella provincia di Sulawesi Meridionale.